# 23 Batalion Piechoty
23 Batalion Piechoty (23 bp) – pododdział piechoty Polskich Sił Zbrojnych na Zachodzie.

## Formowanie i zmiany organizacyjne
23 batalion piechoty został sformowany w dniu 12 grudnia 1942 roku w miejscowości Khanaquin w Iraku, głównie z żołnierzy 23 i 22 pułku piechoty 7 Dywizji Piechoty. Po sformowaniu 23 batalion piechoty wchodził w skład 7 Brygady Strzelców, a od marca 1943 roku po oddaniu dużej części żołnierzy na uzupełnienie innych jednostek Armii Polskiej na Wschodzie, wszedł w skład 7 Zapasowej Brygady Piechoty. Był dyslokowany w sierpniu 1943 r. z Iraku do Palestyny, a stamtąd w lutym 1944 roku do bazy wojskowej w Quassasin w Egipcie. We Włoszech wylądował w dniu 20 kwietnia 1944 roku i został dyslokowany do San Basilio garnizonu Bazy 2 Korpusu Polskiego. W trakcie swojego pobytu we Włoszech szkolił uzupełnienia głównie dla jednostek 3 Dywizji Strzelców Karpackich, nie brał udziału w walkach. Wchodził organizacyjnie w skład 7 Zapasowej Brygady Piechoty, 7 Brygady Piechoty, 17 Brygady Piechoty – 7 Dywizji (Zapasowej) Piechoty. Etatowo składał się z dowództwa batalionu, kompanii dowodzenia i 4 kompanii strzeleckich. W okresie od sierpnia do grudnia 1946 roku przewieziony do Wielkiej Brytanii, sukcesywnie demobilizowany, a ostatecznie rozwiązany w kwietniu 1947 roku.

## Żołnierze batalionu
Dowódca batalionu
- ppłk Sylwester Krasowski (12 XII 1942 - 8 V1944[2])
- mjr Józef Dominiak (9 V  - 22 VI 1944)
- ppłk Sylwester Krasowski (1 VIII – 8 IX 1944[3])
- mjr Józef Dominiak (od 8 IX 1944[2])

Zastępca dowódcy batalionu
- mjr Marian Jasiński (do 1 VI 1944[3])
- kpt. Józef Dominiak (1 VI – 8 IX 1944[2])
- mjr Stanisław Radajewicz (od 3 XI 1944[3])
- mjr Antoni Bieganowski

Batalion odznak i sztandaru nie posiadał.